# خوليس ويدنبوش
خوليس البير ويدنبوش (بالهولندية: Jules Albert Wijdenbosch)‏ (2 مايو 1941 - 30 أبريل 2025)، هو سياسي سورينامي، عضو بالحزب الدمقراطي الوطني، الذي سيطر على السلطة بشكل مطلق في سورينام خلال الثمانينات.
كان رئيسا للوزراء من عام 1987 حتى عام 1988، نائب للرئيس خلال الفترة من يناير 1991 وحتى سبتمبر 1991 و تولى الرئاسة من 1996 حتى 2000.